# Colruyt Group

Älteres Logo

Colruyt Group (oder Colruyt), gelistet im BEL20 in Brüssel, ist ein belgisches Einzelhandelsunternehmen. Der Konzern wurde 1925 gegründet und hat seinen Hauptsitz in Halle, Belgien. Das Unternehmen erwirtschaftete mit einem Jahresumsatz von 10,820 Milliarden Euro (2022) einen Jahresüberschuss von 279 Millionen Euro (2022). Colryut beschäftigt ca. 33.384 Mitarbeiter (2023). In Belgien besitzt Colruyt 774 Standorte und gehört damit zu den wichtigsten Einzelhandelsunternehmen in Belgien.

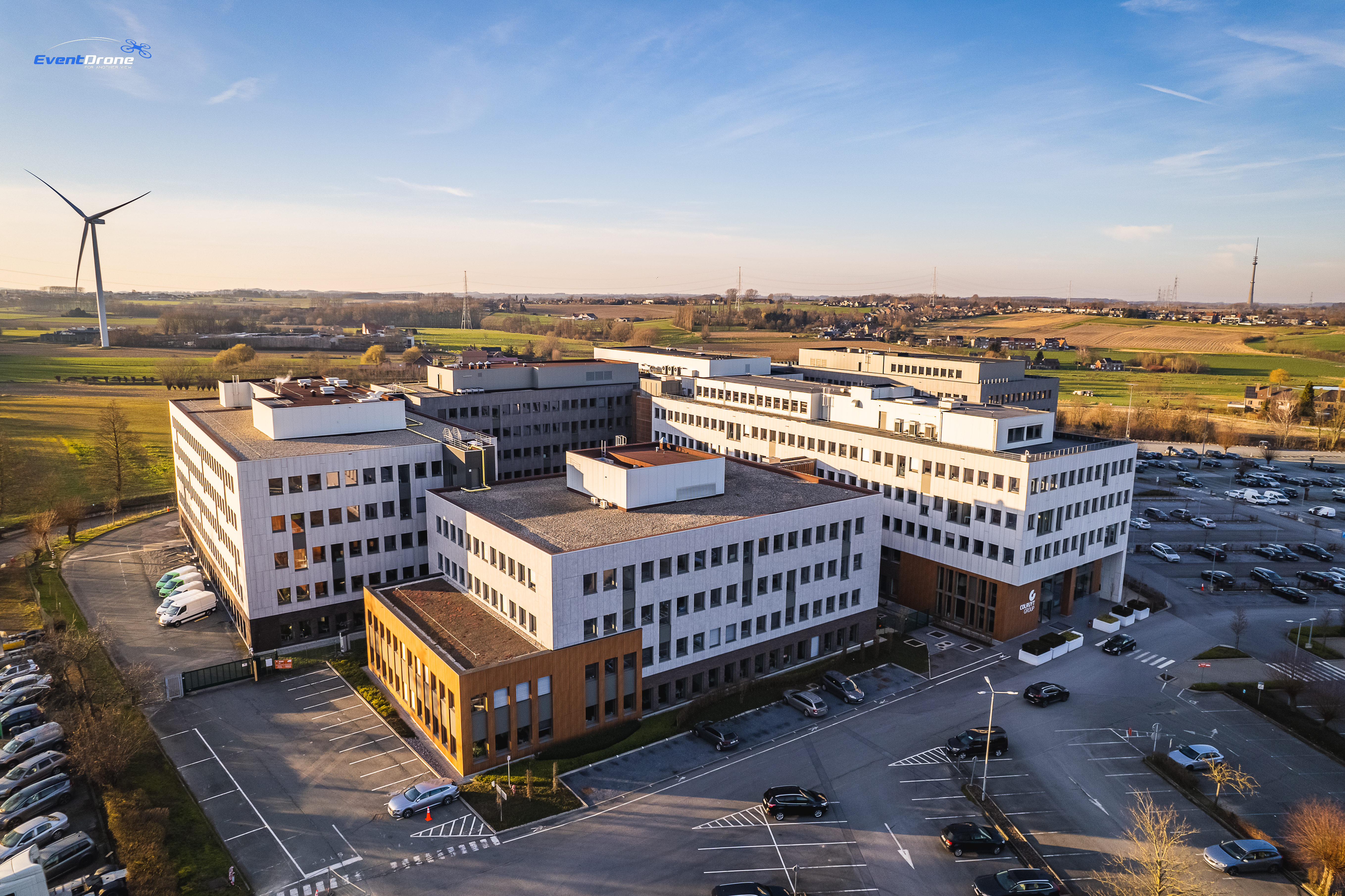
Der Hauptsitz der Colruyt Gruppe in Halle

## Geschichte
Im Jahr 1928 begann der Bäcker Franz Colruyt Brot, Gewürze und Kaffee an Großkunden in der Gegend um Lembeek, einer Teilgemeinde von Halle, auszuliefern und erweiterte in den folgenden Jahren sein Liefergebiet bis nach Brüssel. Später baute er sein Unternehmen zum Großhändler von Kolonialwaren auf. 1948 stieg sein Sohn Jo in das Unternehmen ein und entwickelt die Idee, besonders loyale Kunden mit einem „Boni“-Leuchtreklameschild auf ihrem Geschäftsdach zu belohnen, so entstanden die ersten Boni-Verkaufstellen. Boni-Selection ist weiterhin eine Handelsmarke von Colruyt. Ab 1950 firmierte das Unternehmen als Etn. Franz Colruyt nv. Ab 1958 gelang es Jo Colruyt, der inzwischen die Geschäftsführung von seinem Vater übernommen hatte, Großhandelskunden von dem Supermarkt-Konzept zu überzeugen, gleichzeitig eröffnete er den ersten Super-Boni, einen Cash-and-Carry-Markt, da die Auslieferung an die Einzelhändler zu teuer wurde. 1964 eröffnete Jo Colruyt den ersten Discounter, womit das Unternehmen erstmals an Privatkunden verkaufte. 1972 wurde der Grundstein für die eigenen Tankstellen der Marke DATS24 gelegt. 1976 entstand der erste Discounter unter dem Namen Colruyt, gleichzeitig wurde mit DRUCO eine eigene Druckerei für Werbematerial geschaffen.

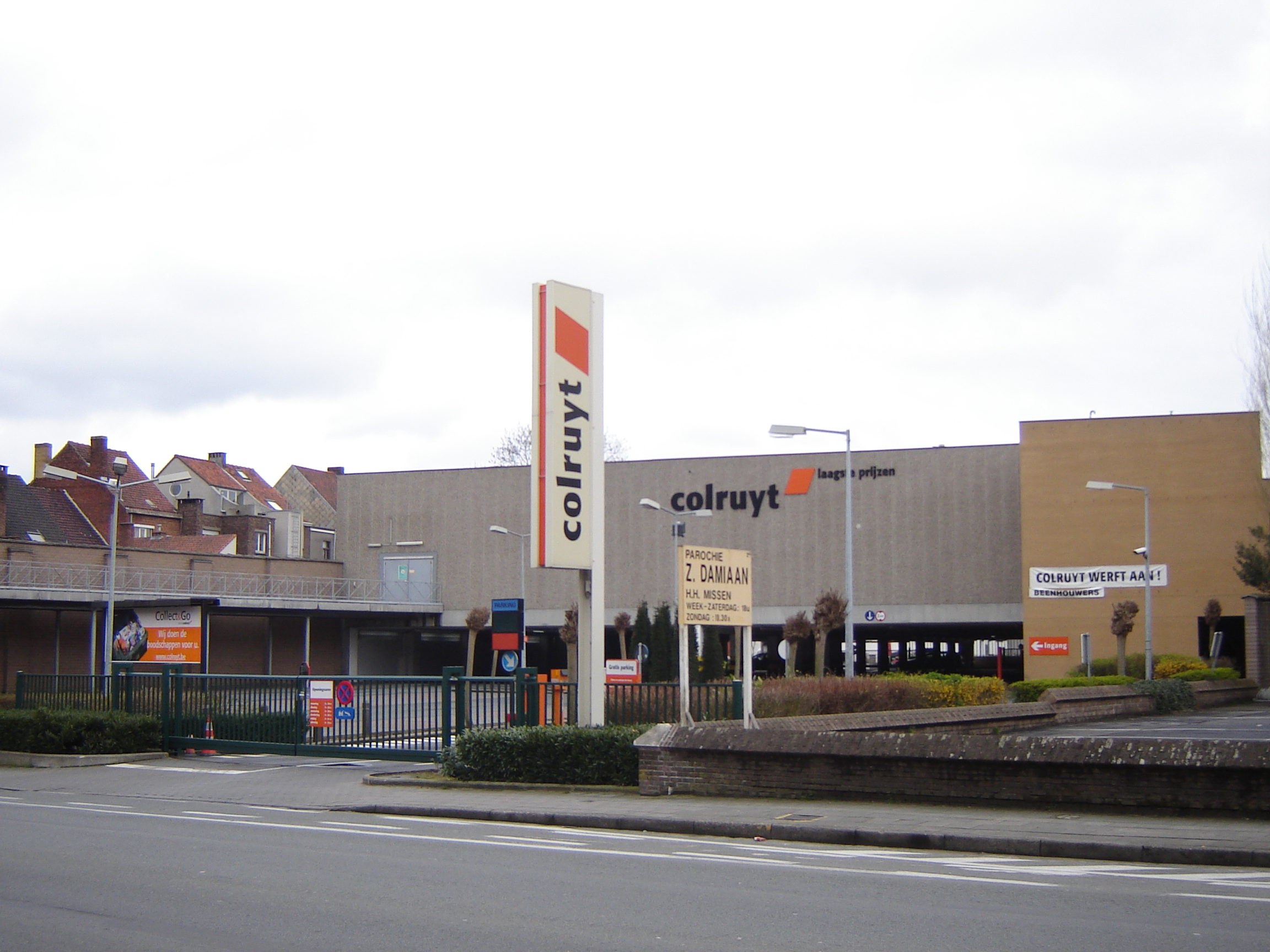
Colruyt-Supermarkt in Kortrijk

Der Markteintritt Aldis in Belgien, in Verbindung mit großen Investitionen, brachte Colruyt 1984 an den Rande des Bankrotts. Durch konsequente Konzentration auf Niedrigpreis und Vereinfachung der Ladenausstattung gelang es dem Unternehmen jedoch wieder zu wachsen. 1985 wurde mit Colruyt Export ein Großhandelsunternehmen geschaffen, dass die Eigenmarken außerhalb Belgiens vertreibt. 1994 verstarb Jo Colruyt im Alter von 66 Jahren, und sein Sohn Jef Colruyt übernahm das Unternehmen. Ab 1996 setzte Jef Colruyt, auf Diversifizierung, indem er die Einzelhandelsketten Okay, Bio-Planet, Dreamland und Dreambaby gründete. Im selben Jahr expandierte Colruyt nach Frankreich. Im Jahr 2003 wurde das belgische Geschäft der niederländischen Laurus-Gruppe übernommen. Die 21 übernommenen Battard- und fünf übernommenen Central-Cash-Märkte wurden auf Colruyt umgeflaggt, während die Spar-Märkte ihren Namen behielten. 2010 wurde Colruyt, mit Bike Republic, um eine Fahrradmarktkette erweitert. 2012 gründete die Familie Colruyt Korys investments, in der zum einen die Anteile der Familie Colruyt an der Colruyt Group verwaltet werden und zum anderen Investments getätigt werden. Im Jahre 2020 managte Korys Assets im Wert von rund 4,5 Milliarden Euro. 2017 übernahm Colruyt, in einem Joint-Venture mit Korys, Belgiens größte Online-Apotheke newpharm.

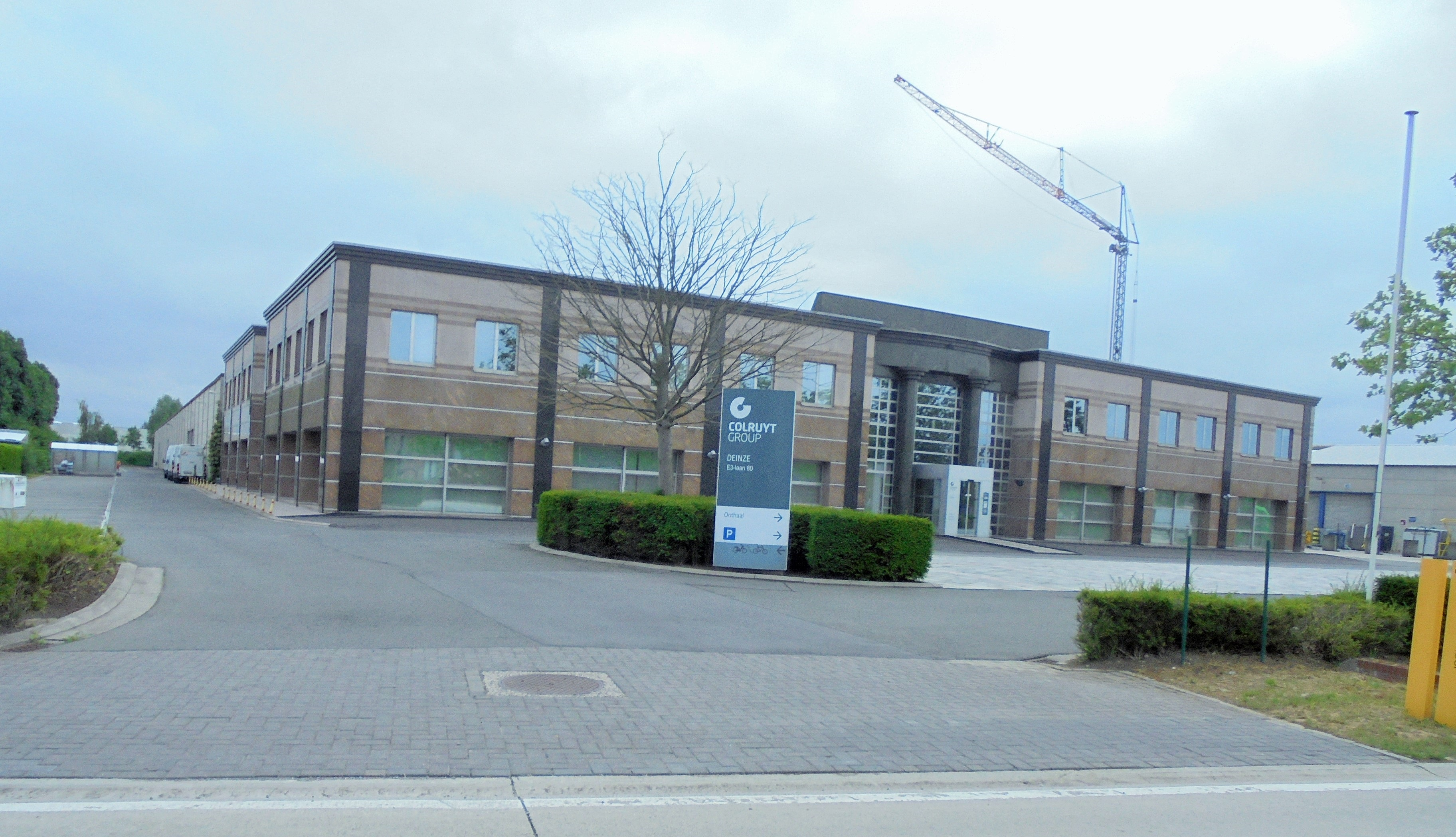
Gebäude der Colruyt Group Services - E3-laan - Deinze

2021 kaufte Colruyt die 27 Fitnessstudios der Jims-Gruppe und errichtete mit der Sea Farm Westdiep off-shore in der Nordsee (5 km von der Küste entfernt, zwischen Koksijde und Nieuwpoort) eine eigene Muschelzucht, dessen Ernte im August 2023 das erste Mal in den eigenen Geschäften verkauft wurde. Im Januar 2023 startete Colruyt eine Testphase zur Belieferung von zunächst drei Kunden durch ein unbemanntes Elektrofahrzeug in Londerzeel. Im Februar 2023 übernahm Colruyt den französischen Lebensmittelgroßhändler Degrenne Distribution, der mit 140 Mitarbeitern etwa 1.800 französische Einzelhändler belieferte und damit einen Jahresumsatz von 110 Millionen € generierte. Im Sommer 2023 gründete Colruyt in Ghislenghien, im Pays des Collines, sein erstes Weingut, auf dem auf neun Hektar bis 2026 70.000 Flaschen organischer Rot-, Rosé- und Weißwein produziert werden sollen. Die beiden ersten Lagen heißen La Croisette und Les Monts. Im Juni 2023 trat Jef Colruyt, Enkel des Unternehmensgründers Franz Colruyt als CEO ab und übergab an Stefan Goethaert, den ersten Familienfremden in der Geschäftsführung seit dem Bestehen des Unternehmens. Jef Colruyt blieb jedoch Aufsichtsratsvorsitzender. 57 zu der Groupe Louis Delhaize gehörenden, belgischen Match- und Smatch-Filialen sollen für einen unbekannten Betrag an Colruyt verkauft, die restlichen Match- und Smatch-Filialen werden geschlossen. Dies wurde auf einer außerordentlichen Betriebsversammlung am 22. September 2023 verkündet.
Im März 2025 erwägt die Gruppe, Frankreich zu verlassen. Laut dem Unternehmen habe sich die Geschäftsentwicklung nicht schnell genug vollzogen, um rentabel zu werden und den französischen Markt zu durchdringen. Système U sowie Leclerc und Intermarché hätten schnell Interesse bekundet, die 101 französischen Colruyt-Filialen zu übernehmen.

## Konzernstruktur
Zum Konzern gehören unter anderem (Stand März 2023):
Einzelhandel
- Colruyt – Supermärkte: 253 Filialen in Belgien, 6 Filialen in Luxemburg[6]
- Collect & Co: 226 Abholpunkte für Online-Einkäufe in Belgien und Luxemburg[30]
- Colruyt France – Supermärkte: 92 Filialen in Frankreich[31]
- Spar und Spar Compact – Supermärkte: 213 Filialen in Belgien[32][33]
- Bike Repulic – Fahrradmärkte: 27 Filialen in Belgien[14]
- Bio-Planet -Bio-Märkte: 34 Filialen in Belgien[34]
- Dreamland – Spielwarengeschäfte: 48 Filialen in Belgien[10]
- Dreambaby – Kleinkinderbedarf: 32 Filialen[11]
- Dream – Geschenkeläden
- Okay: 160 Filialen in Belgien[8]
- Pro a Pro
- DATS 24 – Energieversorger: 145 Tankstellen, 208 Ladestationen in Belgien[5]
- Fashion Society: 129 Filialen in Belgien[35]
- newpharma – Online-Apotheke
- Jims – Fitnessstudio: 34 Studios in Belgien und Luxemburg[36]

Dienstleister
- Infoco – IT-Unternehmen
- Dolmen Industrial Projects – Automatisierungsunternehmen[37]
- Createch Engineering – Robotics[38]
- Druco – Druckerei
- Collivery
- COLEX (Colruyt Export) – weltweiter Lebensmittelgroßhändler[7]
- Seafarm Westdiep – Muschelzucht

Colruyt war Mitgründer der Einkaufsgemeinschaft Coopernic und ist Mitglied der 2014 in Core umbenannten Nachfolgeorganisation.

## Marketingstrategie des Unternehmens
Colruyt ist als Einzelhändler sowohl im Food- als auch Non-Food-Bereich aktiv. Durch den Einsatz der Colruyt-Kundenkarte ist es dem Konzern möglich, den Karteninhabern Briefe mit einer Reihe von Werbecoupons zuzusenden, die bei Colruyt eingelöst werden können. Colruyt betreibt damit selektives Marketing, um eine hohe Relevanz der Werbung auszuarbeiten.